# Gábor Szarvas
Gábor Szarvas (ur. 2 marca 1832 w Adzie, zm. 12 października 1895 w Budapeszcie) – węgierski językoznawca i edukator.
Założył czasopismo „Magyar Nyelvőr”, poświęcone tzw. kulturze języka. Współredagował dzieło Magyar nyelvtörténeti szótár. Był także członkiem Węgierskiej Akademii Nauk (członkiem rzeczywistym oraz członkiem korespondentem).

## Wybrana twórczość
- Magyartalanságok (1867)
- A magyar igeidők (1872)
- A nyelvújításról (1875)
- A régi magyar nyelv szótára (1886)
- Magyar nyelvtörténeti szótár (I–III. 1890–1893)